# Antiphrisson alaschanicus
Antiphrisson alaschanicus är en tvåvingeart som beskrevs av Pavel Lehr 1986. Antiphrisson alaschanicus ingår i släktet Antiphrisson och familjen rovflugor. Inga underarter finns listade i Catalogue of Life.